# Lupus Dei
Lupus Dei ( latinsky Vlk boží) je druhé studiové album německo-rumunuské powermetalové skupiny Powerwolf . Kromě nahrávání ve Woodhouse Studios v Německu skupina nahrála některé části alba v kapli Deutschherrenkapelle z 12. století v Saarbrückenu . Skupina také použila 30členný sbor na písních „In Blood We Trust“ a „Lupus Dei“. V květnu 2007 v rozhovoru s Lords of Metal mluvil Matthew Greywolf o příběhu v Lupus Dei :
Obecně se „Lupus Dei“ zaměřuje na podobenství vytažená z Bible a zasazená do kontextu naší vášně pro metal. Nakonec se ukázalo, že jde o skutečné koncepční album se samotným vlkem jako protagonistou. V Úvodu k albu ztrácí víru v dobro a sestupuje ke zlu. Už nevěří v nic jiného než v krev („In blood we trust“) – ale během alba si krok za krokem uvědomuje boží světlo a nakonec v titulní skladbě zažívá Boha. 
Název alba může odkazovat na příběh Thiesse z Kaltenbrunu , Livoňana, který žil v Jürgensburgu ve švédském Livoni v roce 1692 a veřejně se přiznal, že je vlkodlakem, označoval se za „Božího psa“, odvážně prohlašoval že on a další vlkodlaci šli do pekla bojovat s ďáblem.

## Seznam skladeb
| Pořadí         | Název                         | Délka |
| -------------- | ----------------------------- | ----- |
| 1.             | Lupus Daemonis (Intro)        | 1:17  |
| 2.             | We Take It from the Living    | 4:04  |
| 3.             | Prayer in the Dark            | 4:20  |
| 4.             | Saturday Satan                | 5:18  |
| 5.             | In Blood We Trust             | 3:03  |
| 6.             | Behind the Leathermask        | 4:35  |
| 7.             | Vampires Don't Die            | 3:09  |
| 8.             | When the Moon Shines Red      | 4:25  |
| 9.             | Mother Mary Is a Bird of Prey | 3:16  |
| 10.            | Tiger of Sabrod               | 3:53  |
| 11.            | Lupus Dei                     | 6:08  |
| Celková délka: | Celková délka:                | 43:31 |

## Sestava
- Attila Dorn – zpěv
- Matthew Greywolf – kytara
- Charles Greywolf – baskytara
- Stéfane Funèbre – bicí
- Falk Maria Schlegel – varhany, klávesy